# Ali an-Naqi

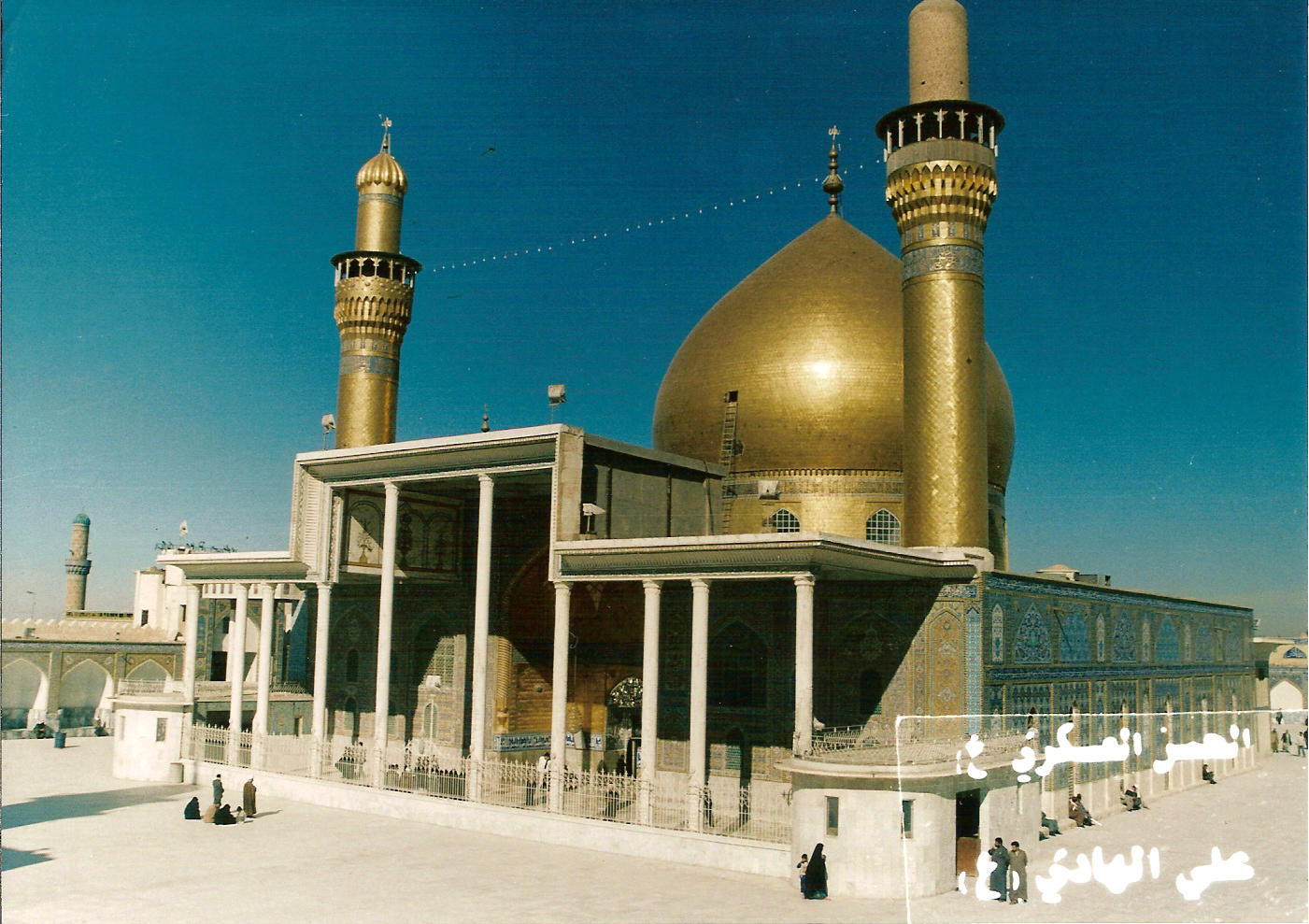
Al-Askari-moskén i Samarra innan den bombades år 2006. Här ligger den tioende shiaimamen Ali al-Hadi begravd.

Ali ibn Muhammad (arabiska: علي بن محمد), känd som an-Naqi (Den rene) och al-Hadi (Vägledaren), född 827 i Medina, död 868 i Samarra, är den tionde shiaimamen enligt imamiterna. Han bodde kvar i Medina och undervisade där tills han blev 30 år gammal då han kallades till Samarra av den abbasidiske kalifen al-Mutawakkil, som satte honom i husarrest år 848 i staden. Där blev han behandlad illa av kalifen och hans efterträdare tills han, enligt shiitiska rapporter, förgiftades på den abbasidiske kalifen al-Mu'tazz befallning år 868. Han begravdes senare i Samarra.

## Kunskap vid tidig ålder
Historiker har nämnt att när den nionde shiaimamen al-Jawad hade mördats av abbasidkalifen al-Mu'tasim, beordrade al-Mu'tasim Umar ibn al-Faraj att åka till Medina för att välja en lärare åt al-Hadi, som var sex år och några månader gammal då. al-Mu'tasim bad Umar ibn al-Faraj att välja en lärare som var fiende till Ahl al-Bayt, så att läraren skulle skapa hat mot Ahl al-Bayt för al-Hadi. Umar hittade en person som hette al-Junaydi. Umar gav al-Junaydi en månatlig lön och beordrade honom att hålla shiiter borta från al-Hadi. al-Junaydi började undervisa al-Hadi, men blev förvånad över hans klipskhet och intelligens. 
En dag träffade Muhammad ibn Jafar al-Junaydi och frågade honom om pojken han undervisade. al-Junaydi blev arg och frågade varför han kallade al-Hadi för pojke och inte sheikh. al-Junaydi sa att al-Hadi undervisade honom om litteratur, att folk tror att han undervisar al-Hadi, samtidigt som han svor vid Gud att han lärde sig från al-Hadi. al-Junaydi sa vid ett annat tillfälle att al-Hadi har memorerat Koranen från början till slut och att han vet om dess uppenbarelse och tolkning, och att han reciterade suror med en röst vackrare än profeten Davids pipor. Det slutade med att al-Junaydi gav upp sin fientlighet mot Ahl al-Bayt och trodde på dem och deras ledarskap.

## Ledarskap
Enligt Bernheimer var al-Hadis ledarskap en vändpunkt i historien för shiamuslimerna, då kallandet på al-Hadi till Samarra avslutade det direkta ledarskapet över den shiitiska församlingen. Eftersom han var under bevakning hela tiden var han tvungen att kontakta sina följare genom representanter som han hade utsett för detta. Uthman ibn Sa'id al-Asadi, som senare blev den första av de fyra ombuden för den tolfte imamen al-Mahdi, var bland al-Hadis viktigaste representanter.